# Carlos Therón
Carlos Therón Sánchez (Salamanca, España, 15 de abril de 1978) es un director de cine español. 

## Carrera cinematográfica
Carlos Therón es un director y guionista español reconocido por sus comedias, cuyo estilo combina humor, ritmo y elementos de acción. Su debut como director vino con Fuga de cerebros 2 (2011), secuela de la exitosa saga que recaudó más de 3 millones de euros y superó los 500.000 espectadores en su primera semana. En 2017 estrenó Es por tu bien, que fue el mayor éxito del cine español en el primer semestre de ese año, con aproximadamente 1.551.792 espectadores y una recaudación superior a los 9 millones de euros. En 2019 estrenó Lo dejo cuando quiera, película que superó los 1,8 millones de espectadores.
Therón ha consolidado su trayectoria con Operación Camarón (2021). En Netlix ha estrenado las películas Fenómenas (2022) y El campeón (2024).
En televisión, ha colaborado como director en series relevantes como Los hombres de Paco, El barco, Chiringuito de Pepe, Olmos y Robles, Mira lo que has hecho y Reyes de la noche.
En sus inicios, desarrolló los cortometrajes Comunica, La Ley de Murphy (2000), Interruptus (2003) e Impávido (2007), ganadores de premios cinematográficos. En 2005 recibió el Premio Goya al Mejor Cortometraje Documental por En la cuna del aire con su productora Producciones Líquidasen. La productora ganó también el Goya de 2008 al Mejor Cortometraje de Ficción por Miente.

## Filmografía

### Cine

#### Largometrajes
- 2026: La Maleta (en postproducción)
- 2024: El campeón (como director)
- 2022: Fenómenas (como director)
- 2021: Operación Camarón (como director)
- 2019: Lo dejo cuando quiera (como director)
- 2017: Es por tu bien (como director)
- 2012: Impávido (como director, guionista y editor)
- 2011: Fuga de cerebros 2 (como director)

### Televisión

#### Como director
- 2021: Reyes de la noche (4 episodios) (Movistar+)
- 2019: Mira lo que has hecho (6 episodios) (Movistar+)
- 2015: Olmos y Robles (2 episodios) (La 1)
- 2014, 2016: El Chiringuito de Pepe (9 episodios) (Telecinco)
- 2012-2013: El barco (4 episodios) (Antena 3)
- 2010: Los hombres de Paco (3 episodios) (Antena 3)

#### Como coproductor
- 2021: Reyes de la noche (2 episodios) (Movistar+)
- 2016: El Chiringuito de Pepe (16 episodios) (Telecinco)
- 2015: Olmos y Robles (7 episodios) (La 1)

### Cortometrajes
- 2011: Desenterrando|Desenterrando "Enterrado" (como director, editor y cámara)
- 2011: La raya que me raya (como actor, un hombre en una calle)
- 2008: Miente (productor y editor)
- 2007: Impávido (como director y guionista)
- 2006: Energy! (no he conocido el éxito) (editor)
- 2004: Skirting Thirty: The Elsa River's Story (cinematógrafo)
- 2004: Di algo (Asistente de dirección)
- 2003: Interruptus (director, productor y guionista)
- 2000: La ley de Murphy (director, productor y guionista)